# Tunisie aux Jeux olympiques d'été de 2020
La Tunisie participe aux Jeux olympiques d'été de 2020 à Tokyo au Japon du 23 juillet au 8 août 2021. Il s'agit de sa 15e participation à des Jeux d'été.
Le Comité international olympique autorise à partir de ces Jeux à ce que les délégations présentent deux porte-drapeaux, une femme et un homme, pour la cérémonie d'ouverture. Le joueur de volley-ball Mehdi Ben Cheikh et l'escrimeuse Inès Boubakri sont nommés porte-drapeaux de la délégation tunisienne par le Comité national olympique tunisien le 9 juillet 2021.

## Médaillés
| Sport    | Discipline                | Athlète(s)     | Performance   | Date       |
| -------- | ------------------------- | -------------- | ------------- | ---------- |
| Natation | 400 m nage libre masculin | Ahmed Hafnaoui | 3 min 43 s 36 | 25 juillet |

| Sport     | Discipline            | Athlète(s)              | Performance                    | Date       |
| --------- | --------------------- | ----------------------- | ------------------------------ | ---------- |
| Taekwondo | Moins de 58 kg hommes | Mohamed Khalil Jendoubi | Vito Dell'Aquila Défaite 12-16 | 24 juillet |

| Sport     |   |   |   | Total |
| --------- | - | - | - | ----- |
| Natation  | 1 | 0 | 0 | 1     |
| Taekwondo | 0 | 1 | 0 | 1     |
| Total     | 1 | 1 | 0 | 2     |

| Jour       |   |   |   | Total |
| ---------- | - | - | - | ----- |
| 24 juillet | 0 | 1 | 0 | 1     |
| 25 juillet | 1 | 0 | 0 | 1     |
| Total      | 1 | 1 | 0 | 2     |

| Sexe   |   |   |   | Total |
| ------ | - | - | - | ----- |
| Hommes | 1 | 1 | 0 | 2     |
| Total  | 1 | 1 | 0 | 2     |

## Participants
| Sport           | Hommes | Femmes | Total |
| --------------- | ------ | ------ | ----- |
| Athlétisme      | 2      | 1      | 3     |
| Aviron          | 0      | 2      | 2     |
| Boxe            | 0      | 2      | 2     |
| Canoë-kayak     | 2      | 2      | 4     |
| Escrime         | 2      | 6      | 8     |
| Haltérophilie   | 3      | 2      | 5     |
| Judo            | 0      | 3      | 3     |
| Lutte           | 6      | 4      | 10    |
| Natation        | 2      | 0      | 2     |
| Taekwondo       | 1      | 0      | 1     |
| Tennis          | 0      | 1      | 1     |
| Tennis de table | 1      | 1      | 2     |
| Tir             | 1      | 1      | 2     |
| Tir à l'arc     | 1      | 1      | 2     |
| Voile           | 1      | 3      | 4     |
| Volley-ball     | 12     | 0      | 12    |
| Total           | 34     | 29     | 63    |

## Résultats par épreuve

### Athlétisme
| Athlète              | Épreuve                 | Séries        | Séries | Demi-finales  | Demi-finales | Finale   | Finale   |
| Athlète              | Épreuve                 | Temps         | Rang   | Temps         | Rang         | Temps    | Rang     |
| -------------------- | ----------------------- | ------------- | ------ | ------------- | ------------ | -------- | -------- |
| Abdessalem Ayouni    | 800 m masculin          | 1 min 45 s 73 | 3e     | 1 min 44 s 99 | 6e           | Éliminé  | Éliminé  |
| Mohamed Amine Touati | 400 m haies masculin    | 50 s 58       | 6e     | Éliminé       | Éliminé      | Éliminé  | Éliminé  |
| Marwa Bouzayani      | 3 000 m steeple féminin | 9 min 31 s 25 | 6e     | Non disputé   | Non disputé  | Éliminée | Éliminée |

### Aviron
| Athlète                             | Compétition                 | Séries        | Séries | Repêchages    | Repêchages | Demi-finales | Demi-finales | Finale                 | Finale |
| Athlète                             | Compétition                 | Temps         | Rang   | Temps         | Rang       | Temps        | Rang         | Temps                  | Rang   |
| ----------------------------------- | --------------------------- | ------------- | ------ | ------------- | ---------- | ------------ | ------------ | ---------------------- | ------ |
| Nour El Houda Ettaieb Khadija Krimi | Deux de couple poids légers | 7 min 39 s 61 | 5e     | 7 min 54 s 95 | 5e         | Non disputé  | Non disputé  | Finale C 7 min 22 s 25 | 16e    |

### Boxe
| Athlète                | Catégorie              | 1/16e de finale     | 1/8e de finale      | Quart de finale     | Demi-finale         | Finale              | Rang     |
| Athlète                | Catégorie              | Adversaire Résultat | Adversaire Résultat | Adversaire Résultat | Adversaire Résultat | Adversaire Résultat | Rang     |
| ---------------------- | ---------------------- | ------------------- | ------------------- | ------------------- | ------------------- | ------------------- | -------- |
| Khouloud Hlimi Moulahi | Plumes femmes (-57 kg) | Exemptée            | Irie Défaite 0-5    | Éliminée            | Éliminée            | Éliminée            | Éliminée |
| Mariem Homrani Zayani  | Légers femmes (-60 kg) | Exemptée            | Khelif Défaite 0-5  | Éliminée            | Éliminée            | Éliminée            | Éliminée |

### Canoë-kayak
| Athlète                       | Compétition       | Séries         | Séries | Quarts de finale | Quarts de finale | Demi-finales | Demi-finales | Finale Finale B Finale C | Finale Finale B Finale C |
| Athlète                       | Compétition       | Temps          | Rang   | Temps            | Rang             | Temps        | Rang         | Temps                    | Rang                     |
| ----------------------------- | ----------------- | -------------- | ------ | ---------------- | ---------------- | ------------ | ------------ | ------------------------ | ------------------------ |
| Ghailene Khattali             | C1 1 000 m hommes | 4 min 39 s 791 | 6e     | 4 min 35 s 417   | 7e               | Éliminé      | Éliminé      | Éliminé                  | Éliminé                  |
| Mohamed Ali Mrabet            | K1 1 000 m hommes | 4 min 2 s 148  | 5e     | 3 min 56 s 325   | 5e               | Éliminé      | Éliminé      | Éliminé                  | Éliminé                  |
| Khaoula Sassi                 | K1 200 m femmes   | 45 s 101       | 5e     | 45 s 809         | 6e               | Éliminée     | Éliminée     | Éliminée                 | Éliminée                 |
| Afef Ben Ismaïl Khaoula Sassi | K2 500 m femmes   | 2 min 5 s 770  | 5e     | 2 min 10 s 979   | 6e               | Éliminées    | Éliminées    | Éliminées                | Éliminées                |

### Escrime
| Athlète                                                                       | Compétition                 | 1/32e de finale     | 1/16e de finale            | 1/8e de finale      | Quarts de finale | Demi-finales Classement 5-8 | Finale 3e place Classement 5e, 7e places | Rang      |
| Athlète                                                                       | Compétition                 | Adversaire Score    | Adversaire Score           | Adversaire Score    | Adversaire Score | Adversaire Score            | Adversaire Score                         | Rang      |
| ----------------------------------------------------------------------------- | --------------------------- | ------------------- | -------------------------- | ------------------- | ---------------- | --------------------------- | ---------------------------------------- | --------- |
| Mohamed Samandi                                                               | Fleuret individuel masculin | Exempté             | Shikine Défaite 4-15       | Éliminé             | Éliminé          | Éliminé                     | Éliminé                                  | Éliminé   |
| Farès Ferjani                                                                 | Sabre individuel masculin   | Exempté             | Berrè Défaite 10-15        | Éliminé             | Éliminé          | Éliminé                     | Éliminé                                  | Éliminé   |
| Sarra Besbes                                                                  | Épée individuelle féminine  | Exemptée            | Isola Défaite 12-14        | Éliminée            | Éliminée         | Éliminée                    | Éliminée                                 | Éliminée  |
| Inès Boubakri                                                                 | Fleuret individuel féminin  | Exemptée            | Korobeynikova Défaite 3-15 | Éliminée            | Éliminée         | Éliminée                    | Éliminée                                 | Éliminée  |
| Nadia Ben Azizi (en)                                                          | Fleuret individuel féminin  | Devi Défaite 3-15   | Éliminée                   | Éliminée            | Éliminée         | Éliminée                    | Éliminée                                 | Éliminée  |
| Amira Ben Chaabane                                                            | Fleuret individuel féminin  | Exemptée            | Pusztai Défaite 12-15      | Éliminée            | Éliminée         | Éliminée                    | Éliminée                                 | Éliminée  |
| Yasmine Daghfous                                                              | Fleuret individuel féminin  | Katona Défaite 6-15 | Éliminée                   | Éliminée            | Éliminée         | Éliminée                    | Éliminée                                 | Éliminée  |
| Nadia Ben Azizi Amira Ben Chaabane Yasmine Daghfous Olfa Hezami (remplaçante) | Sabre féminin par équipes   | Non disputé         | Non disputé                | Japon Défaite 29-45 | Éliminées        | Éliminées                   | Éliminées                                | Éliminées |

### Haltérophilie
| Athlète         | Compétition            | Arraché  | Arraché | Épaulé-jeté | Épaulé-jeté | Total  | Rang    |
| Athlète         | Compétition            | Résultat | Rang    | Résultat    | Rang        | Total  | Rang    |
| --------------- | ---------------------- | -------- | ------- | ----------- | ----------- | ------ | ------- |
| Karem Ben Hnia  | Moins de 73 kg hommes  | 153 kg   | 5e      | 185 kg      | 6e          | 338 kg | 6e      |
| Ramzi Bahloul   | Moins de 81 kg hommes  | 136 kg   | 14e     | 164 kg      | 12e         | 300 kg | 12e     |
| Aymen Bacha     | Moins de 109 kg hommes | 177 kg   | 9e      | 211 kg      | 9e          | 388 kg | 9e      |
| Nouha Landoulsi | Moins de 55 kg femmes  | 88 kg    | 8e      | 108 kg      | 8e          | 196 kg | 8e      |
| Chaima Rahmouni | Moins de 64 kg femmes  | 91 kg    | 12e     | 111 kg      | Abandon     | 91 kg  | Abandon |

### Judo
| Athlète            | Compétition    | 1er tour                      | 2e tour               | Quart de finale     | Demi-finale         | Repêchage           | Finale              | Rang     |
| Athlète            | Compétition    | Adversaire Résultat           | Adversaire Résultat   | Adversaire Résultat | Adversaire Résultat | Adversaire Résultat | Adversaire Résultat | Rang     |
| ------------------ | -------------- | ----------------------------- | --------------------- | ------------------- | ------------------- | ------------------- | ------------------- | -------- |
| Ghofran Khelifi    | Moins de 57 kg | Ilieva Défaite 002-100        | Éliminée              | Éliminée            | Éliminée            | Éliminée            | Éliminée            | Éliminée |
| Nihel Landolsi     | Moins de 70 kg | Bernholm Défaite 001-100      | Éliminée              | Éliminée            | Éliminée            | Éliminée            | Éliminée            | Éliminée |
| Nihel Cheikhrouhou | Plus de 78 kg  | Adlington (en) Victoire 10-00 | Xu (en) Défaite 00-10 | Éliminée            | Éliminée            | Éliminée            | Éliminée            | Éliminée |

### Lutte
| Athlète                | Compétition  | Huitièmes de finale     | Quarts de finale     | Demi-finales        | Repêchage           | Finale 3e place Classement | Finale 3e place Classement |
| Athlète                | Compétition  | Adversaire Résultat     | Adversaire Résultat  | Adversaire Résultat | Adversaire Résultat | Adversaire Résultat        | Rang                       |
| ---------------------- | ------------ | ----------------------- | -------------------- | ------------------- | ------------------- | -------------------------- | -------------------------- |
| Haithem Dakhlaoui (en) | 65 kg hommes | Ghiasi (en) Défaite 1-5 | Éliminé              | Éliminé             | Éliminé             | Éliminé                    | Éliminé                    |
| Mohamed Saadaoui (en)  | 97 kg hommes | Nurov (en) Défaite 0-5  | Éliminé              | Éliminé             | Éliminé             | Éliminé                    | Éliminé                    |
| Sara Hamdi             | 50 kg femmes | Bisla (en) Victoire 3-1 | Stadnik Défaite 0-10 | Éliminée            | Éliminée            | Éliminée                   | Éliminée                   |
| Siwar Bousetta         | 57 kg femmes | Kit (en) Défaite 0-2    | Éliminée             | Éliminée            | Éliminée            | Éliminée                   | Éliminée                   |
| Marwa Amri             | 62 kg femmes | Johansson Défaite 1-5   | Éliminée             | Éliminée            | Éliminée            | Éliminée                   | Éliminée                   |
| Zaineb Sghaier         | 76 kg femmes | Gray Défaite 0-8        | Éliminée             | Éliminée            | Éliminée            | Éliminée                   | Éliminée                   |

| Athlète              | Compétition | Huitièmes de finale        | Quarts de finale    | Demi-finales        | Repêchage           | Finale 3e place Classement | Finale 3e place Classement |
| Athlète              | Compétition | Adversaire Résultat        | Adversaire Résultat | Adversaire Résultat | Adversaire Résultat | Adversaire Résultat        | Rang                       |
| -------------------- | ----------- | -------------------------- | ------------------- | ------------------- | ------------------- | -------------------------- | -------------------------- |
| Souleymen Nasr (en)  | 67 kg       | Aker Al Obaidi Défaite 0-8 | Éliminé             | Éliminé             | Éliminé             | Éliminé                    | Éliminé                    |
| Lamjed Maafi (en)    | 77 kg       | Makhmudov Défaite 0-11     | Éliminé             | Éliminé             | Éliminé             | Éliminé                    | Éliminé                    |
| Haykel Achouri (en)  | 97 kg       | Michalik Défaite 0-10      | Éliminé             | Éliminé             | Éliminé             | Éliminé                    | Éliminé                    |
| Amine Guennichi (en) | 130 kg      | Acosta Défaite 1-5         | Éliminé             | Éliminé             | Éliminé             | Éliminé                    | Éliminé                    |

### Natation
| Athlète          | Épreuve                     | Séries        | Séries      | Demi-finales | Demi-finales | Finale            | Finale                         |
| Athlète          | Épreuve                     | Temps         | Rang        | Temps        | Rang         | Temps             | Rang                           |
| ---------------- | --------------------------- | ------------- | ----------- | ------------ | ------------ | ----------------- | ------------------------------ |
| Ahmed Hafnaoui   | 400 m nage libre masculin   | 3 min 45 s 68 | 8e          | Non disputé  | Non disputé  | 3 min 43 s 36     | Médaille d'or, Jeux olympiques |
| Ahmed Hafnaoui   | 800 m nage libre masculin   | 7 min 49 s 14 | 10e         | Non disputé  | Non disputé  | Éliminé           | Éliminé                        |
| Oussama Mellouli | 10 km en eau libre masculin | Non disputé   | Non disputé | Non disputé  | Non disputé  | 1 h 56 min 33 s 3 | 20e                            |

### Taekwondo
| Athlète                 | Compétition   | Huitièmes de finale      | Quarts de finale         | Demi-finales            | Repêchage           | Finale / MB               | Finale / MB                        |
| Athlète                 | Compétition   | Adversaire Résultat      | Adversaire Résultat      | Adversaire Résultat     | Adversaire Résultat | Adversaire Résultat       | Rang                               |
| ----------------------- | ------------- | ------------------------ | ------------------------ | ----------------------- | ------------------- | ------------------------- | ---------------------------------- |
| Mohamed Khalil Jendoubi | -58 kg hommes | Artamonov Victoire 25-18 | Demse (en) Victoire 32-9 | Jang Jun Victoire 25-19 | Exempté             | Dell'Aquila Défaite 12-16 | Médaille d'argent, Jeux olympiques |

### Tennis
| Athlète    | Épreuve      | 1/32e de finale                 | 1/16e de finale     | 1/8e de finale      | Quarts de finale    | Demi-finales        | Finale / MB         | Finale / MB |
| Athlète    | Épreuve      | Adversaire Résultat             | Adversaire Résultat | Adversaire Résultat | Adversaire Résultat | Adversaire Résultat | Adversaire Résultat | Rang        |
| ---------- | ------------ | ------------------------------- | ------------------- | ------------------- | ------------------- | ------------------- | ------------------- | ----------- |
| Ons Jabeur | Simple dames | Suárez Navarro Défaite 4-6, 1-6 | Éliminée            | Éliminée            | Éliminée            | Éliminée            | Éliminée            | Éliminée    |

### Tennis de table
| Athlète(s)  | Compétition      | Tour préliminaire             | 1er tour            | 2e tour          | 3e tour          | 4e tour          | Quarts de finale | Demi-finales     | Finale           | Finale   |
| Athlète(s)  | Compétition      | Adversaire Score              | Adversaire Score    | Adversaire Score | Adversaire Score | Adversaire Score | Adversaire Score | Adversaire Score | Adversaire Score | Rang     |
| ----------- | ---------------- | ----------------------------- | ------------------- | ---------------- | ---------------- | ---------------- | ---------------- | ---------------- | ---------------- | -------- |
| Adam Hmam   | Simple messieurs | Exempté                       | Kou Lei Défaite 0-4 | Éliminé          | Éliminé          | Éliminé          | Éliminé          | Éliminé          | Éliminé          | Éliminé  |
| Fadwa Garci | Simple dames     | Bolor-Erdene (en) Défaite 1-4 | Éliminée            | Éliminée         | Éliminée         | Éliminée         | Éliminée         | Éliminée         | Éliminée         | Éliminée |

### Tir
| Athlète                    | Compétition                         | Qualification | Qualification | Finale   | Finale   |
| Athlète                    | Compétition                         | Points        | Rang          | Points   | Rang     |
| -------------------------- | ----------------------------------- | ------------- | ------------- | -------- | -------- |
| Ala Al-Othmani             | Pistolet à air comprimé 10 m hommes | 563           | 34e           | Éliminé  | Éliminé  |
| Olfa Charni                | Pistolet à air comprimé 10 m femmes | 570           | 25e           | Éliminée | Éliminée |
| Olfa Charni                | Pistolet à 25 m femmes,             | 569           | 39e           | Éliminée | Éliminée |
| Olfa Charni Ala Al-Othmani | Pistolet à air comprimé 10 m mixte, | 561           | 19e           | Éliminés | Éliminés |

### Tir à l'arc
| Athlète                       | Compétition        | Tour préliminaire | Tour préliminaire | 1er tour            | 2e tour          | 3e tour          | Quarts de finale | Demi-finales     | Finale / 3e place | Finale / 3e place |
| Athlète                       | Compétition        | Score             | Rang              | Adversaire Score    | Adversaire Score | Adversaire Score | Adversaire Score | Adversaire Score | Adversaire Score  | Rang              |
| ----------------------------- | ------------------ | ----------------- | ----------------- | ------------------- | ---------------- | ---------------- | ---------------- | ---------------- | ----------------- | ----------------- |
| Mohamed Hammed                | Individuel hommes, | 631               | 62e               | Oh J-h. Défaite 0-6 | Éliminé          | Éliminé          | Éliminé          | Éliminé          | Éliminé           | Éliminé           |
| Rihab El Walid                | Individuel femmes, | 609               | 59e               | Román Défaite 2-6   | Éliminée         | Éliminée         | Éliminée         | Éliminée         | Éliminée          | Éliminée          |
| Mohamed Hammed Rihab El Walid | Par équipe mixte   | 1 240             | 28e               | Non disputé         | Non disputé      | Éliminés         | Éliminés         | Éliminés         | Éliminés          | Éliminés          |

### Voile
| Athlète                               | Compétition    | Régate | Régate | Régate | Régate | Régate | Régate | Régate | Régate | Régate | Régate | Régate | Régate | Régate | Total net | Rang final |
| Athlète                               | Compétition    | 1      | 2      | 3      | 4      | 5      | 6      | 7      | 8      | 9      | 10     | 11     | 12     | CM     | Total net | Rang final |
| ------------------------------------- | -------------- | ------ | ------ | ------ | ------ | ------ | ------ | ------ | ------ | ------ | ------ | ------ | ------ | ------ | --------- | ---------- |
| Eya Guezguez (en) Sarra Guezguez (en) | 49er FX femmes | 22 Ab. | 22 NPP | 22 NPP | 22 NPP | 22 NPP | 22 NPP | 22 Dsq | 20     | 20     | 21     | 20     | 21     | EL     | 234       | 21e        |
| Mehdi Gharbi (en) Rania Rahali (en)   | Nacra 17 mixte | 19     | 20     | 20     | 20     | 20     | 21 Ab. | 20     | 19     | 20     | 21 Ab. | 20     | 20     | EL     | 219       | 20e        |

### Volley-ball
| Compétition      | Phase de groupe    | Phase de groupe    | Phase de groupe        | Phase de groupe       | Phase de groupe  | Phase de groupe | Quart de finale  | Demi-finale      | Finale / 3e place | Finale / 3e place |
| Compétition      | Adversaire Score   | Adversaire Score   | Adversaire Score       | Adversaire Score      | Adversaire Score | Rang            | Adversaire Score | Adversaire Score | Adversaire Score  | Rang              |
| ---------------- | ------------------ | ------------------ | ---------------------- | --------------------- | ---------------- | --------------- | ---------------- | ---------------- | ----------------- | ----------------- |
| Tournoi masculin | Brésil Défaite 0-3 | France Défaite 0-3 | États-Unis Défaite 1-3 | Argentine Défaite 2-3 | ROC Défaite 0-3  | 6e              | Éliminés         | Éliminés         | Éliminés          | Éliminés          |